# Hoogersmilde
Hoogersmilde er en landsby i den nederlandske provins Drenthe og hører under kommune Midden-Drenthe.
Før den kommunale genfordeling i 1998 tilhørte den Smildes kommune.
Hoogersmilde er bygget på begge sider af Smildervaart.
Landsbyen er den ældste by i Midden-Drenthekommune. Byen blev stiftet i 1633.
Ved Hoogersmilde ved siden af kanalen Beilervaart står tv-tårnet Smilde senderen, som næsten var 300 meter højt. Den 15. juli 2011 styrtede den øverste del ned, på grund af en brand . TV-tårnet er ejendom af den statsejede NOVEC.
Zendstation Lopik (Dansk: Senderen Lopik) i IJselstein er 367 meter høj, og her var der brand samme dag. Den var dog hurtigt under kontrol.
En af Richard Deacons kunstværker The Same But Different blev placeret i Hoogersmilde. (2006)